# Fundeni (gmina w okręgu Călărași)
Fundeni – gmina w Rumunii, w okręgu Călărași. Obejmuje tylko jedną miejscowość Fundeni. W 2011 roku liczyła 5658 mieszkańców. 